# Родники Ульяновской области

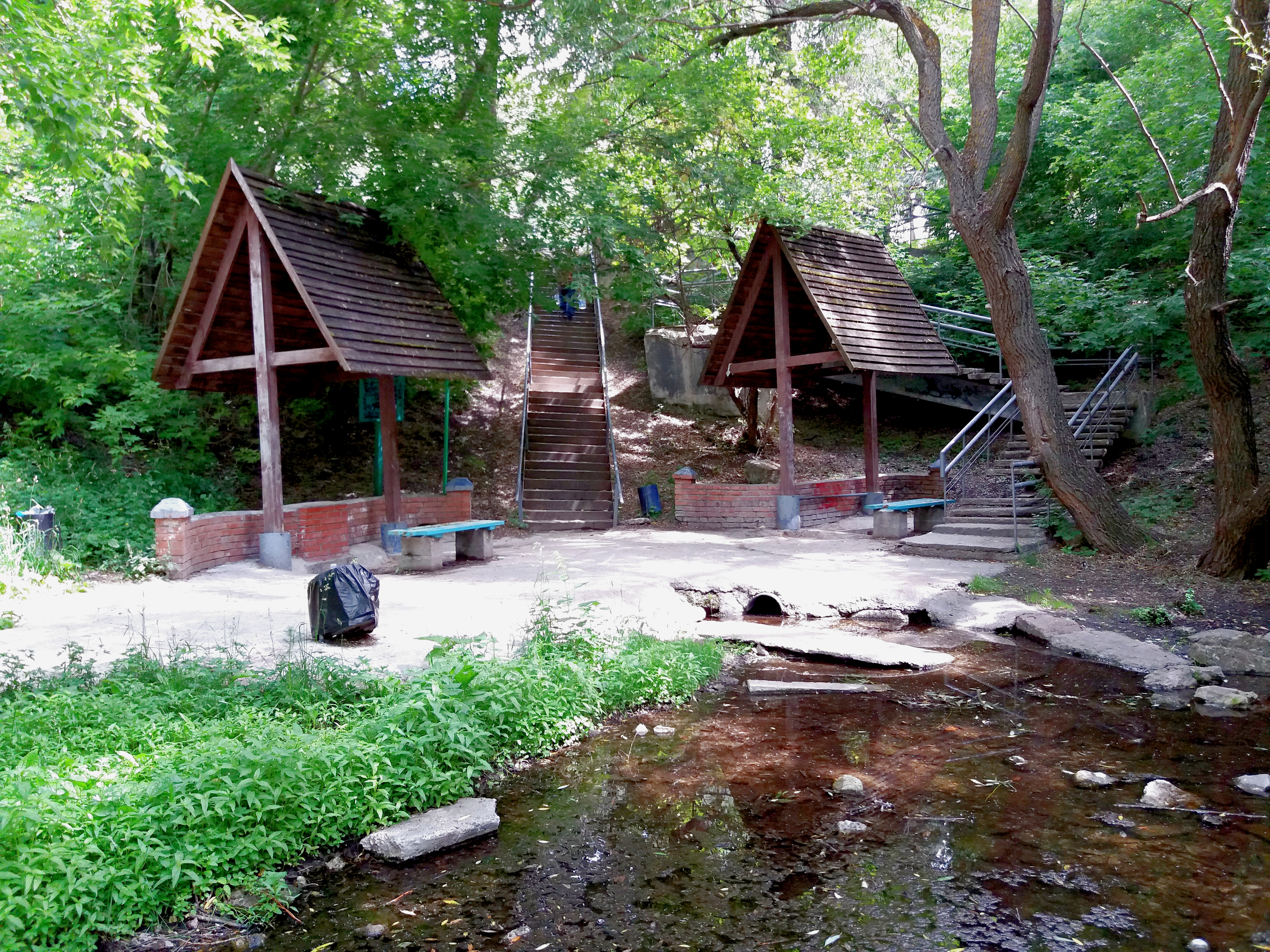
Родник Маришка (Ульяновск).

## Родники Ульяновской области
В Ульяновской области более 1500 родников. 180 родников закреплены за местными администрациями, 86 родников — за частными предприятиями и организациями, 69 — за старостами сел и активными гражданами, 55 — за муниципальными предприятиями коммунального хозяйства, 46 — за религиозными организациями, 41 — за образовательными учреждениями, 19 — за прочими бюджетными организациями. Благоустроено 130 родников. Значительная часть родников остается не благоустроенной.
Всё питьевое водоснабжение населения Ульяновской области, за исключением правобережной части г. Ульяновска, основано на использовании подземных вод, за счёт скважин и родников. Ресурсы которых по Ульяновской области оценены в 2019 тыс. м3/сутки. В силу геолого-гидрогеологического строения обеспеченность ресурсами подземных вод весьма различная. Наиболее обеспечены Ульяновский, Сурский и Сенгилеевский районы, и Левобережье Ульяновской области.
Во многие населенные пункты области подземные воды поступают из каптированных родников. Для централизованного водоснабжения оборудовано 190 родников. Большая часть источников, с большим дебитом, с водой хорошего качества остаются мало изученными и не востребованными.
Обеспеченность населения Ульяновской области ресурсами речного стока — 158,315 тыс. м3/год на человека, что выше как среднероссийского показателя (31,717 тыс. м3/год на человека), так и Приволжского федерального округа (8,533 тыс. м3/год на человека). По этому показателю Ульяновская область занимает первое место среди регионов федерального округа.
Обеспеченность прогнозными ресурсам подземных вод — 2,527 м3/сут на человека, ниже среднероссийского показателя (5,94 м3/сут на человека) и показателя федерального округа (2,856 м3/сут на человека). Бытовое водопотребление на душу населения в Ульяновской области — 44,489 м3/год на человека, что ниже как среднероссийского показателя, так и показателя федерального округа (56,205 и 53,841 м3/год на человека соответственно).
Удельное водопотребление по Ульяновской области составляет (на одного человека):
- за счет подземных вод 115 л/сут
- за счет поверхностных вод 87 л/сут.

Прогнозные ресурсы подземных вод Ульяновской области составляют 3178 тыс. м3/сут (3,75 % общего объёма прогнозных ресурсов подземных вод Приволжского федерального округа и 0,37 % — России). Запасы подземных вод региона на 1 января 2015 года составляют 616 тыс. м3/сут, что соответствует степени изученности 19,38 %. Значительная часть воды использована для питьевых и хозяйственно-бытовых, а также производственных нужд (43,63 % и 35,7 % соответственно), на долю орошения и сельскохозяйственного водоснабжения приходится 1,71 % и 0,55 % соответственно.

## Гидрогеологические условия
Воды палеогеновых отложений в данных районах Ульяновской области являются основным источником питания рек и водоснабжения населения. Они залегают на глубине от 1 до 80-100 м и питают многочисленные родники. В нижней части водоупором служит слой глины мощностью 0,1-0,5 м, прерывисто залегающий в подошве сызранских опок, или мергели и глины маастрихтского яруса. Дебит родников изменяется от 1 до 30 л/сек.
Вследствие близости дневной поверхности и высокой водопроницаемости пород воды палеогеновых отложений пресные с минерализацией до 1,0 г/л, преимущественно гидрокарбонатные кальциевые, гидрокарбонатые натриевые, реже гидрокарбопатно-сульфатно-кальциевые.

## История
1961 год — Принято решение сессии Ульяновского областного совета народных депутатов от 15.03.1961 № 296 «Об охране памятников природы в области». В их состав были включены отдельные родники.
1974 год — родник Тимай Барышского района был утвержден памятником природы (Решение исполнительного комитета Ульяновского областного Совета народных депутатов от 17.12.1974 № 832).
1988 год — постановлением Ульяновского облисполкома источники Ундоровской курортной зоны были объявлены памятником природы. Сегодня курортно-оздоровительный комплекс Ундор включает 135 учреждений, из них 12 санаториев, 30 домов и баз отдыха и 84 туристические базы. (Решение Исполнительного комитета Ульяновского областного Совета народных депутатов от 03.05.1988 № 204 «О признании водных, ботанических и геологических объектов памятниками природы»).
1988 год — памятник природы исток р. Цильна образован в соответствии с тем же решением Исполнительного комитета Ульяновского областного Совета народных депутатов. Расположен в Ульяновской области, в Цильнинском районе юго-западнее с. Богдашкино. Площадь памятника природы с водоохранной зоной 26 гектаров.
1991 год — родник Отрада расположенный на южной окраине села Отрада Кротовской сельской администрации Засвияжского района города Ульяновск объявлен памятником природы (ООПТ) (решение Ульяновского облисполкома N 233 от 4 июня 1991г).
18.12.1995 — памятник природы Большие родники .
20.02.1996 года — памятник природы Маришка (родник) .
В 2010 году пивоваренная компания Efes Rus, подразделение международной пивоваренной компании EFES Beer Group, начала реализацию корпоративного социального проекта «Обустроим родники вместе!» на территории Приморского края, Ульяновской и Калужской областей. При подведении итогов в 2017 году сообщалось, что 7 лет реализации данной инициативы в Ульяновской области было обустроено около 20 родников. Объём социальных инвестиций в проект превысил 3,5 млн рублей.
В 2013 году для восстановление и экологической реабилитации водных объектов региона была разработана Государственная программа Ульяновской области «Охрана окружающей среды и восстановления природных ресурсов в Ульяновской области на 2014—2021 годы».
3 июня 2015 года при подведении итогов V Поволжской экологической недели губернатор Сергей Морозов подписал распоряжение «О сохранении, благоустройстве и использовании родников на территории Ульяновской области».

## Галерея

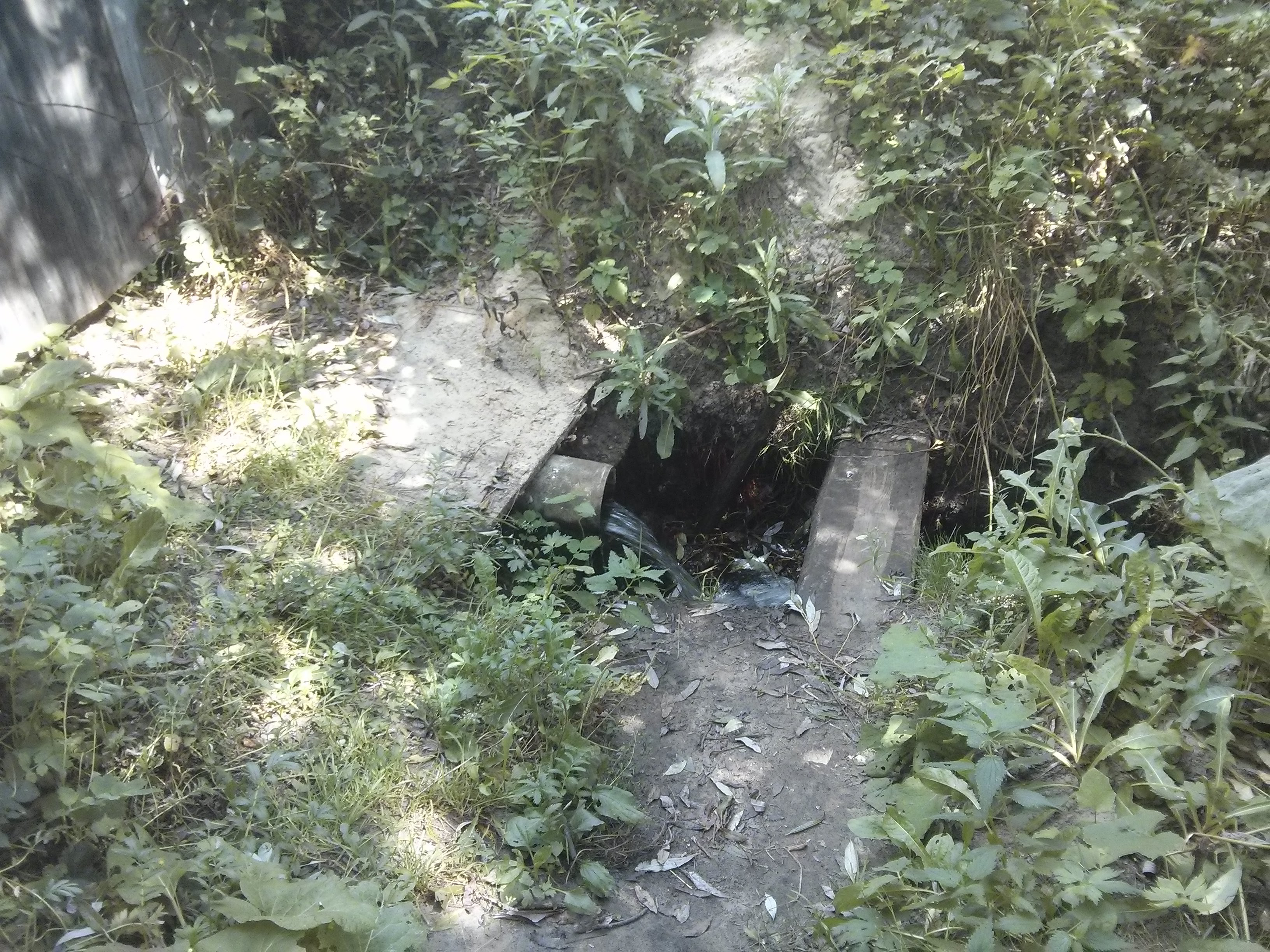
Родник в Елшанке.
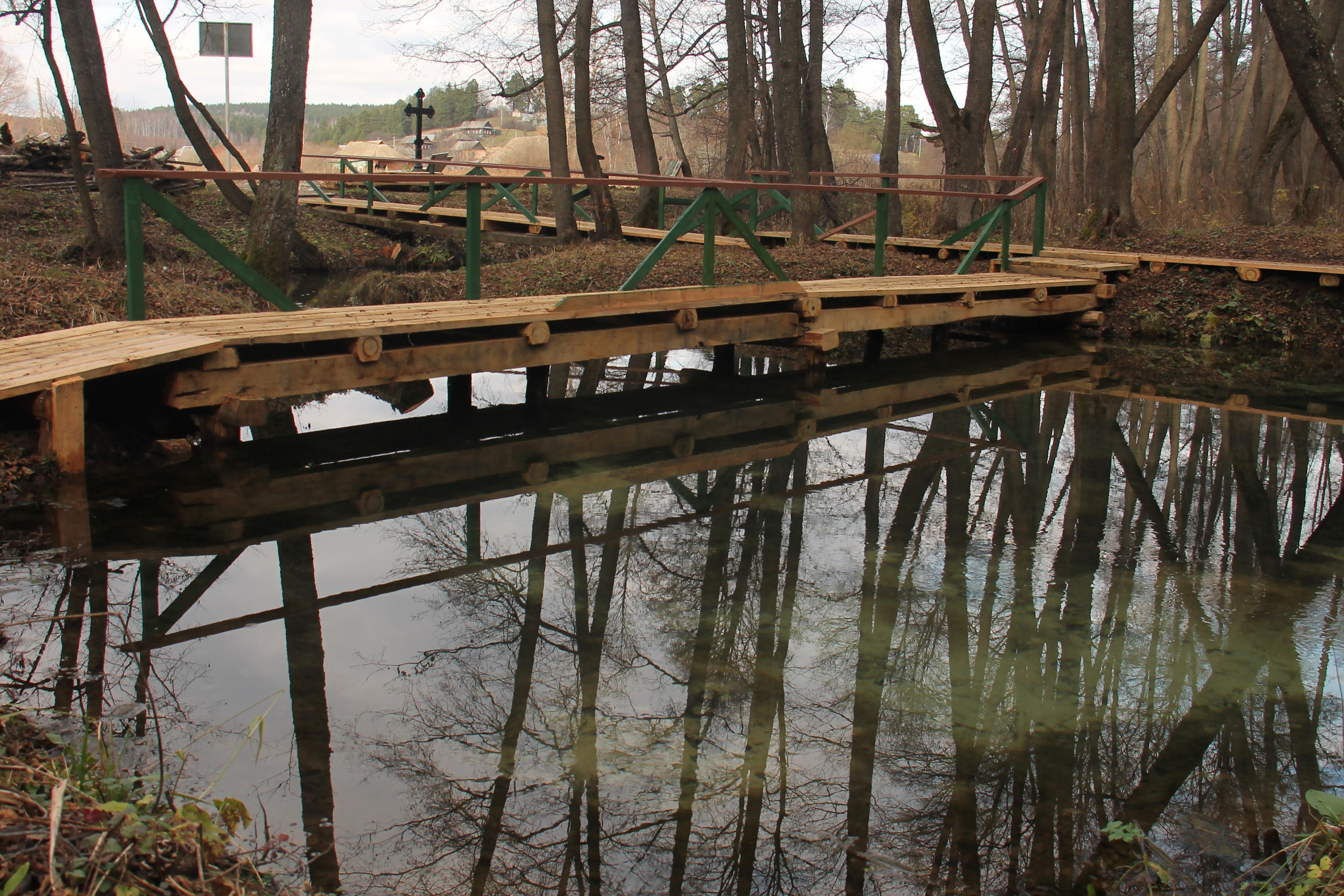
Юловский родник, с. Юлово.
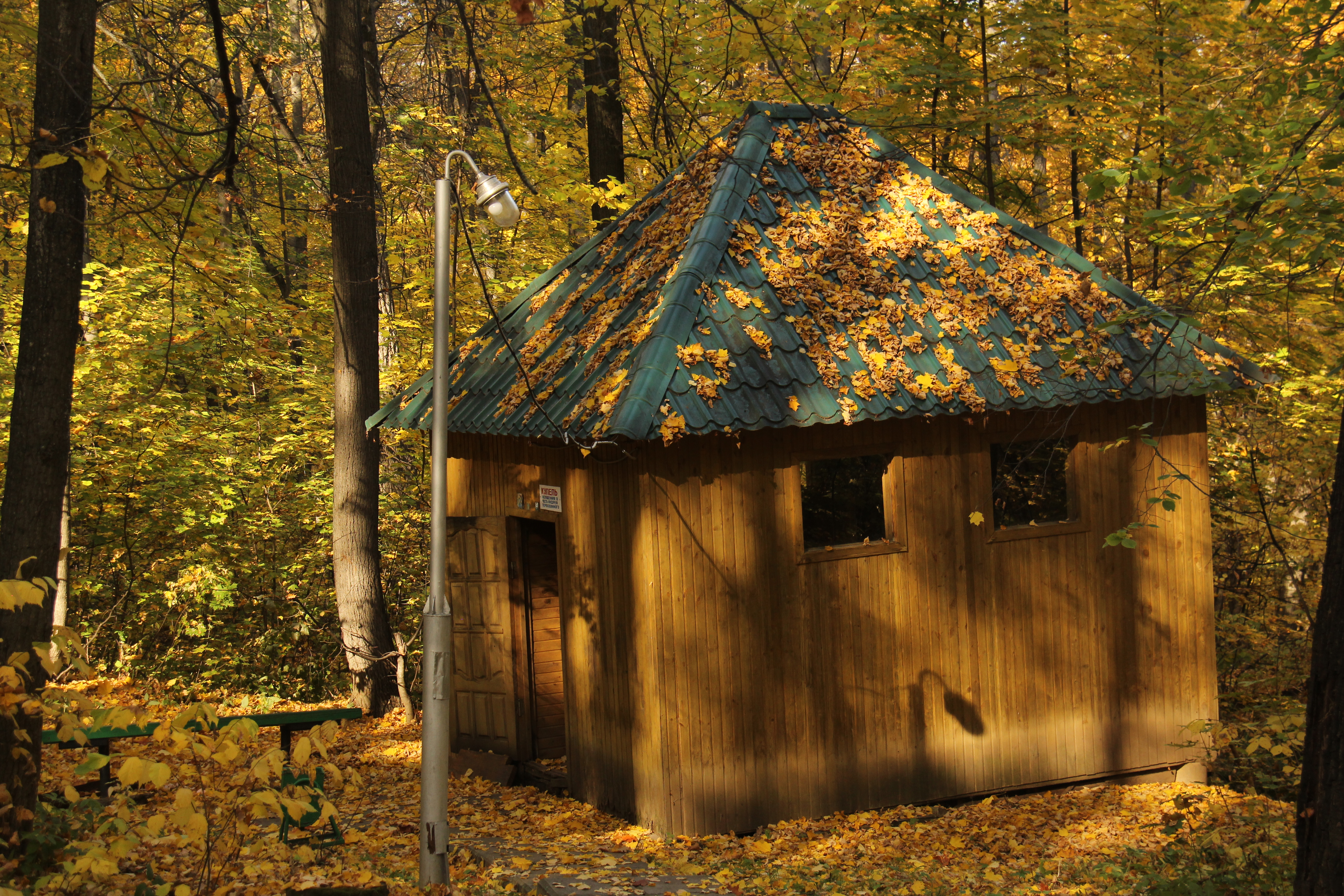
Родник Андрея Первозванного, с. Ундоры.
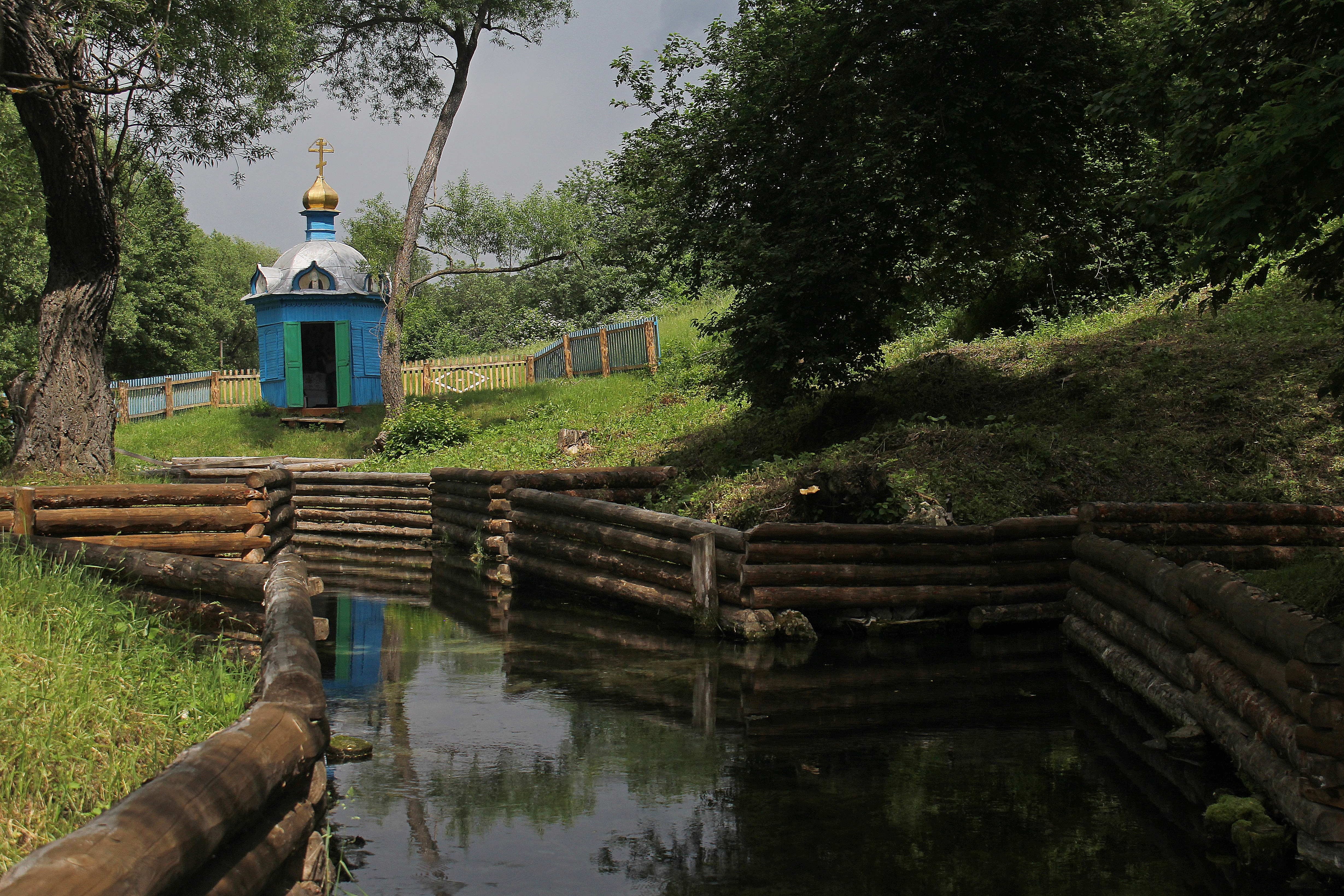
Родник Томыловский, с. Томылово.
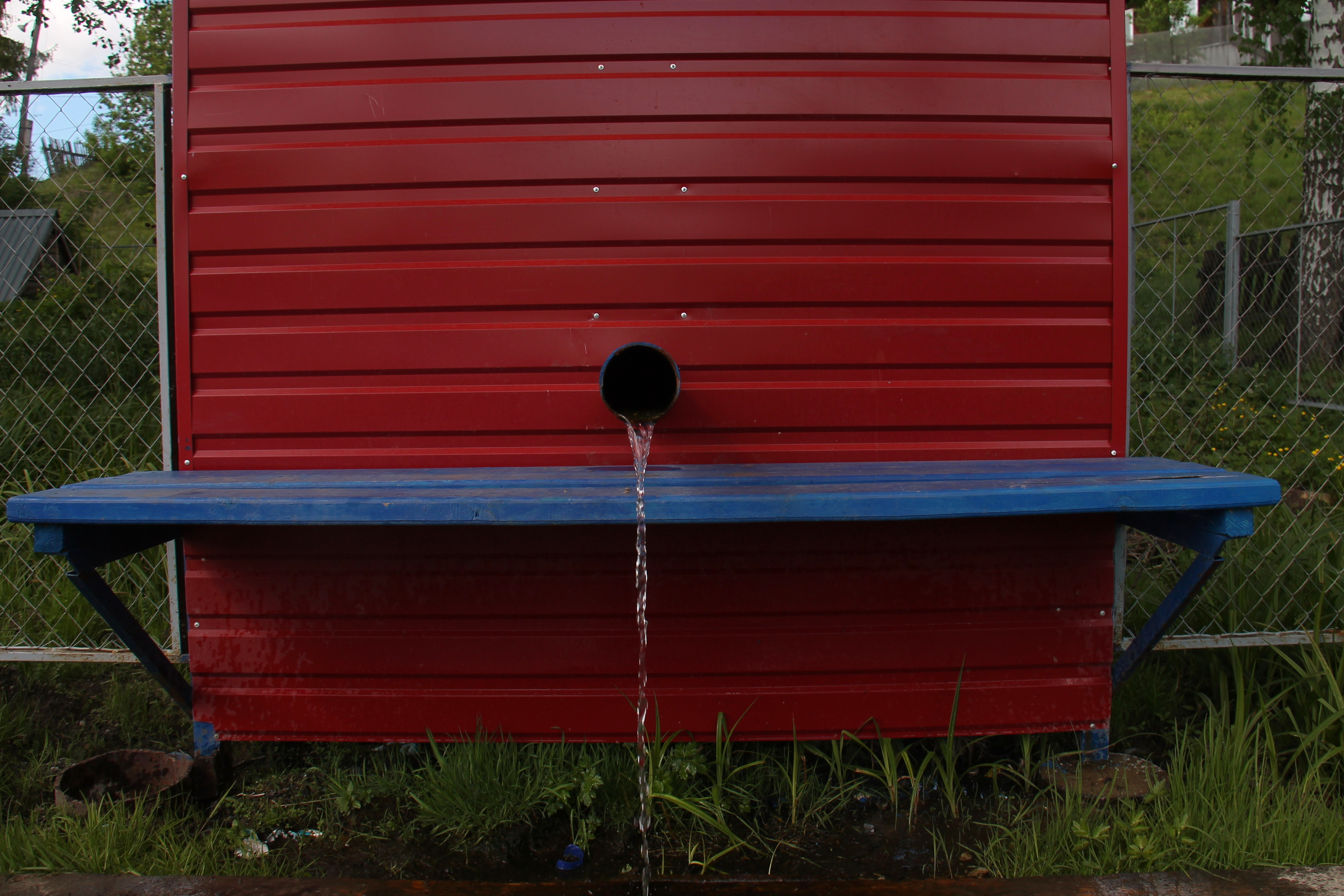
Памятник природы "Большие родники" в р.п. Базарный Сызган.
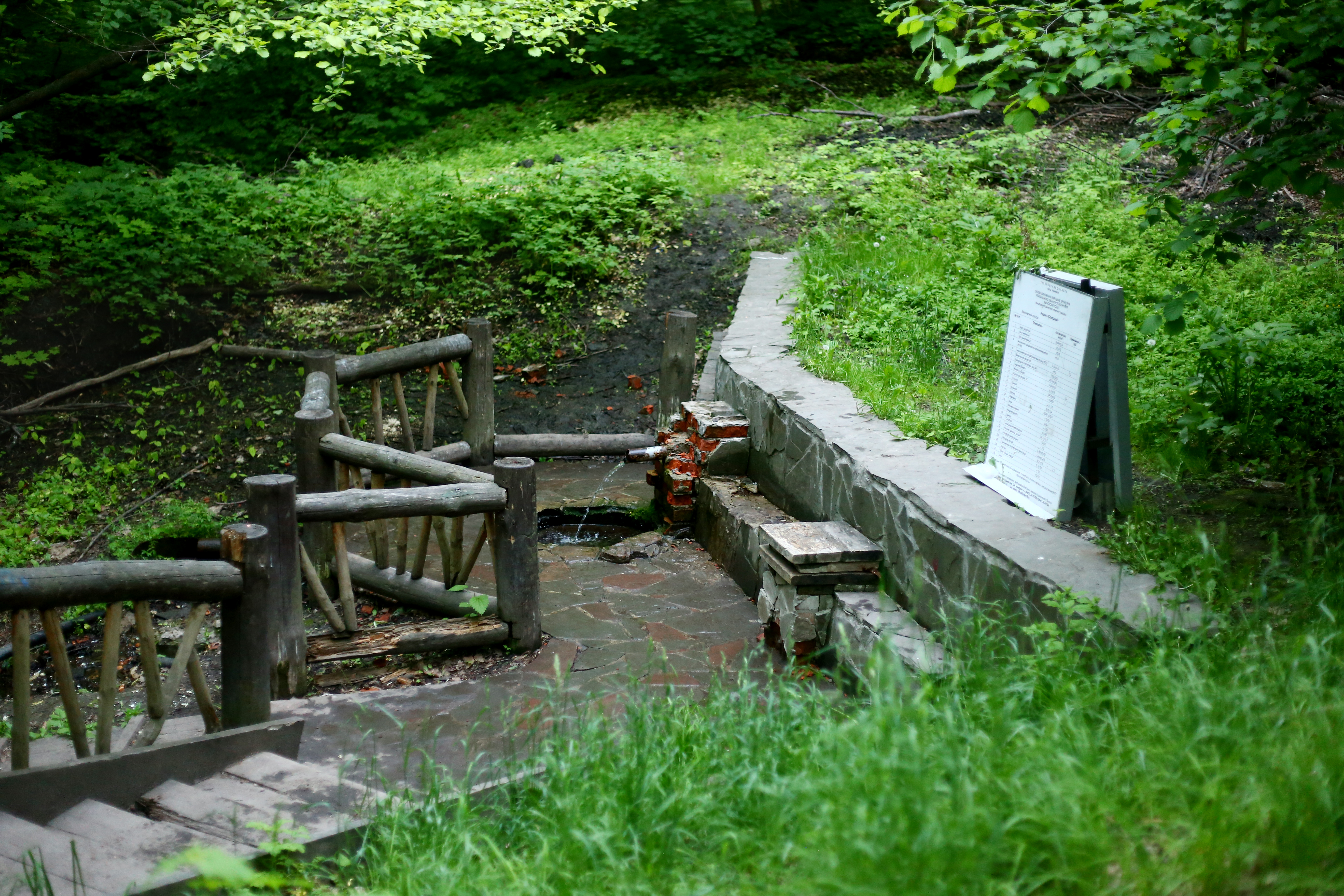
Родник "Сахарный" Винновская роща (Ульяновск).
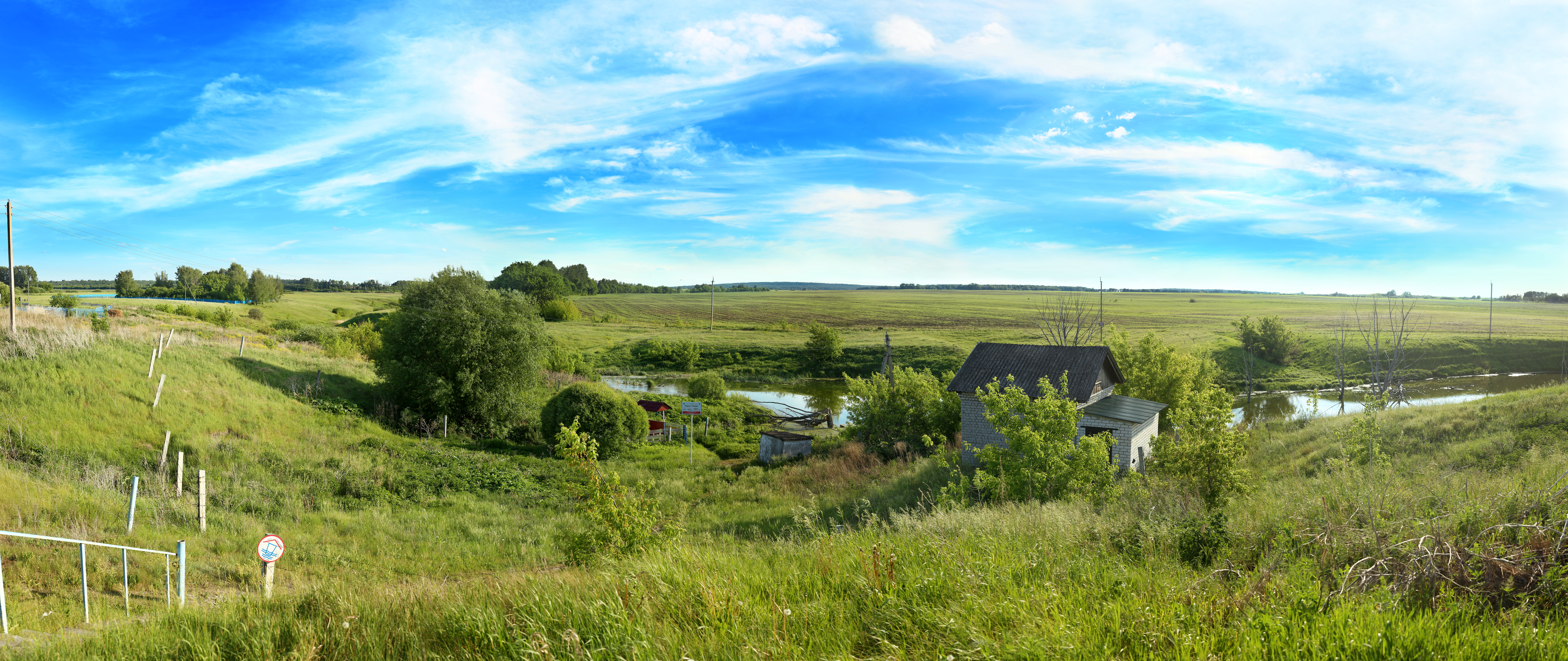
Родник Отрада. с. Отрада.
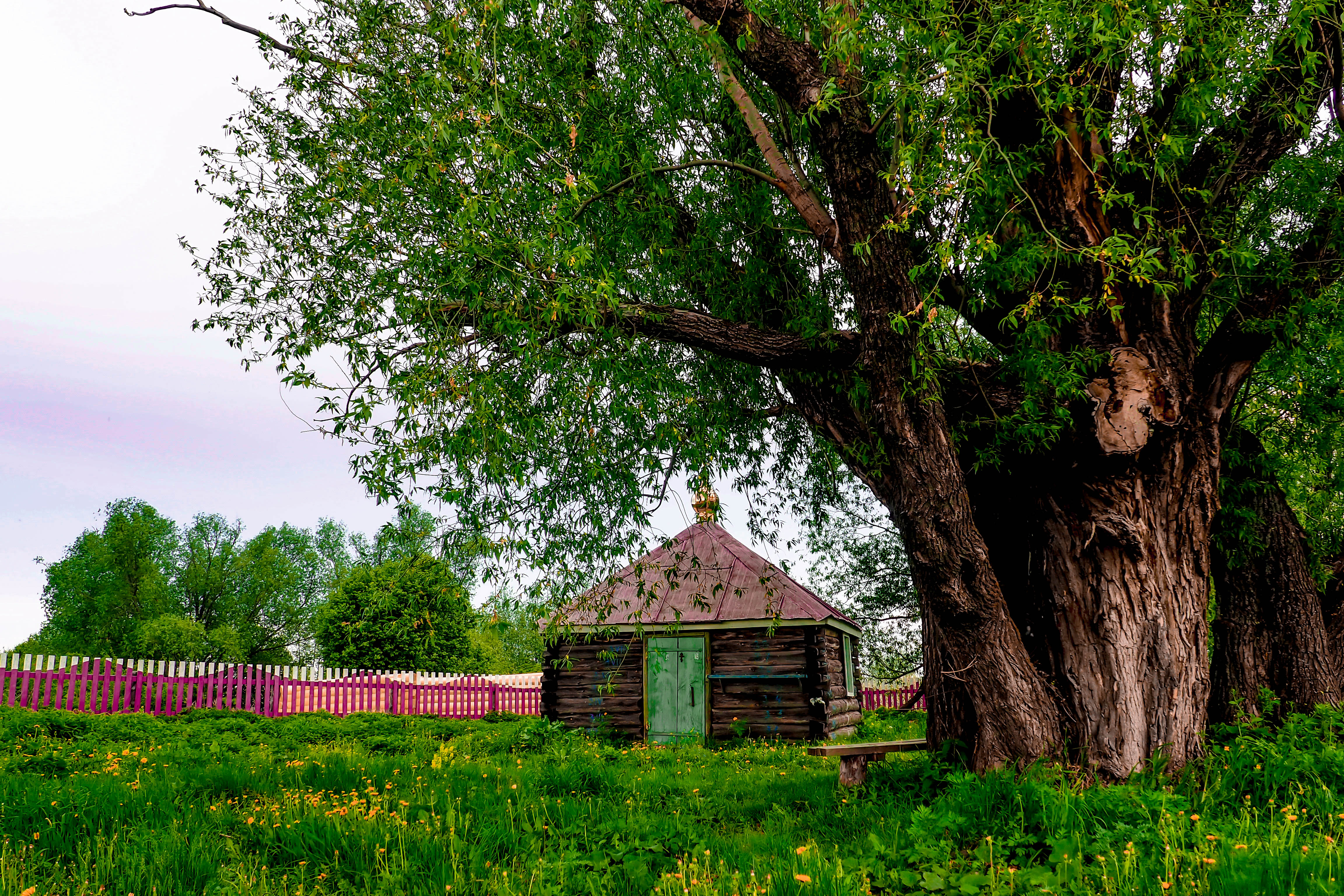
Родник (Святой родник) с. Комаровка (Новоспасский район).
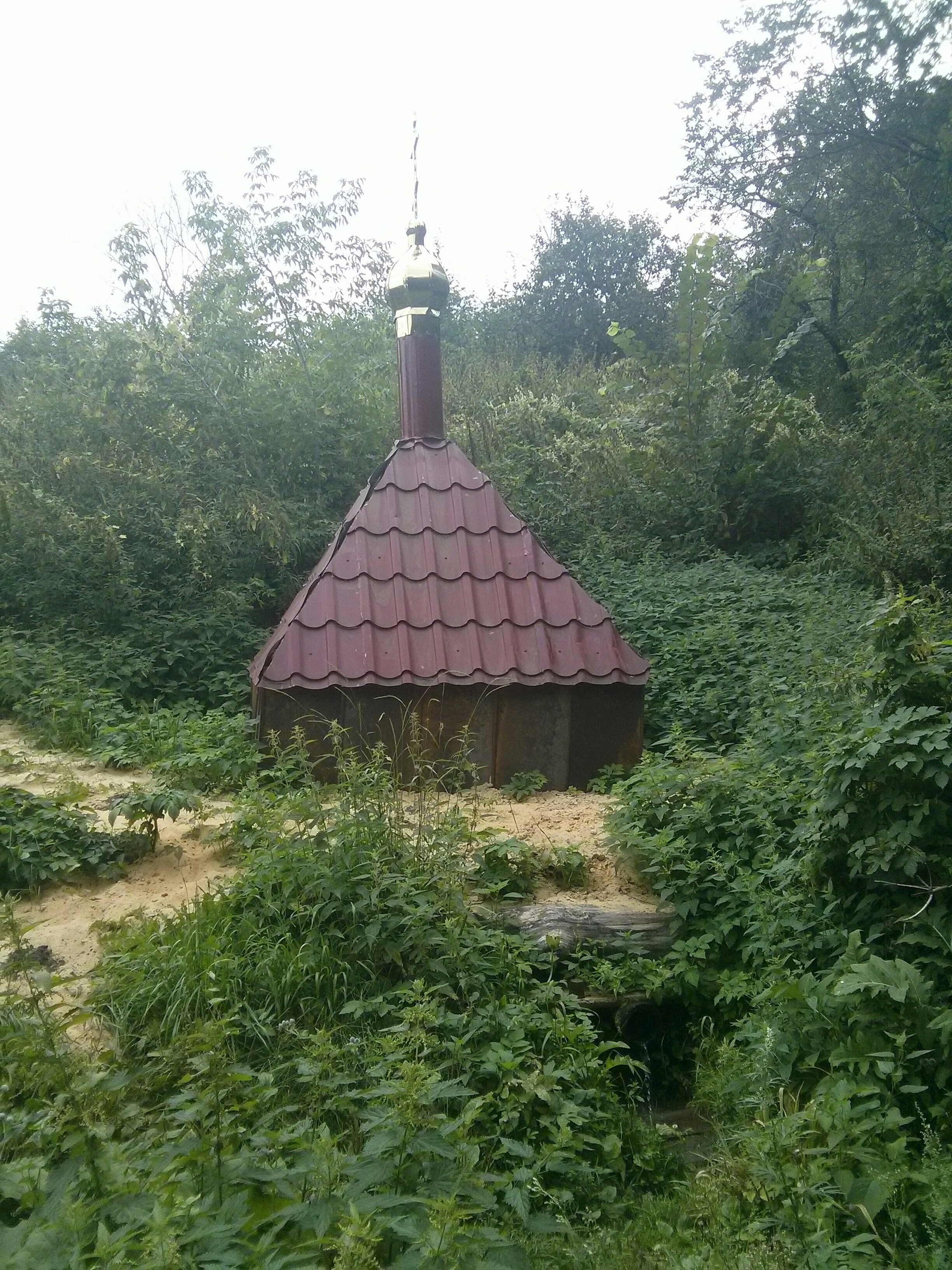
Родник в Комаровке.
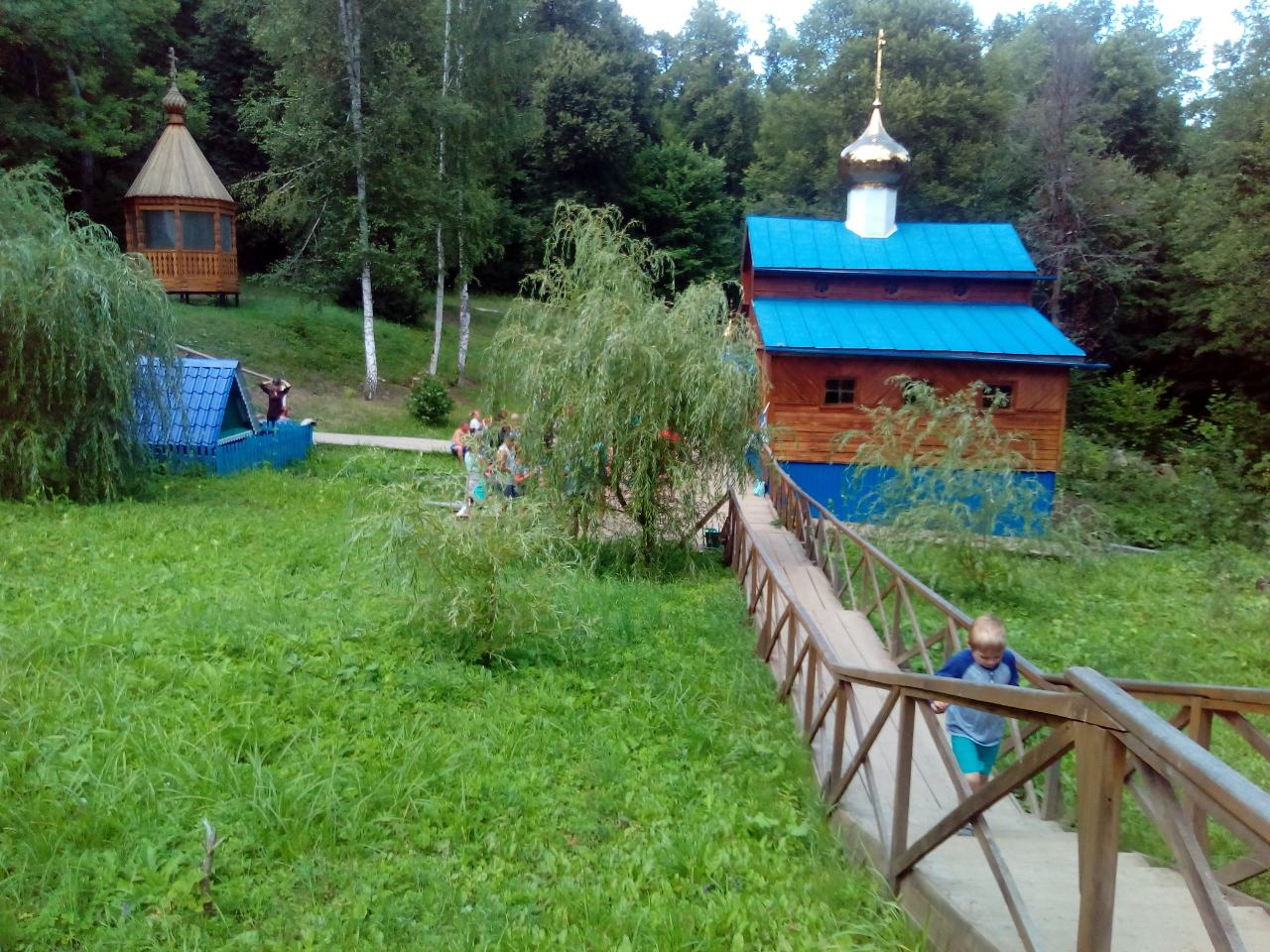
Святой родник в Сурском.
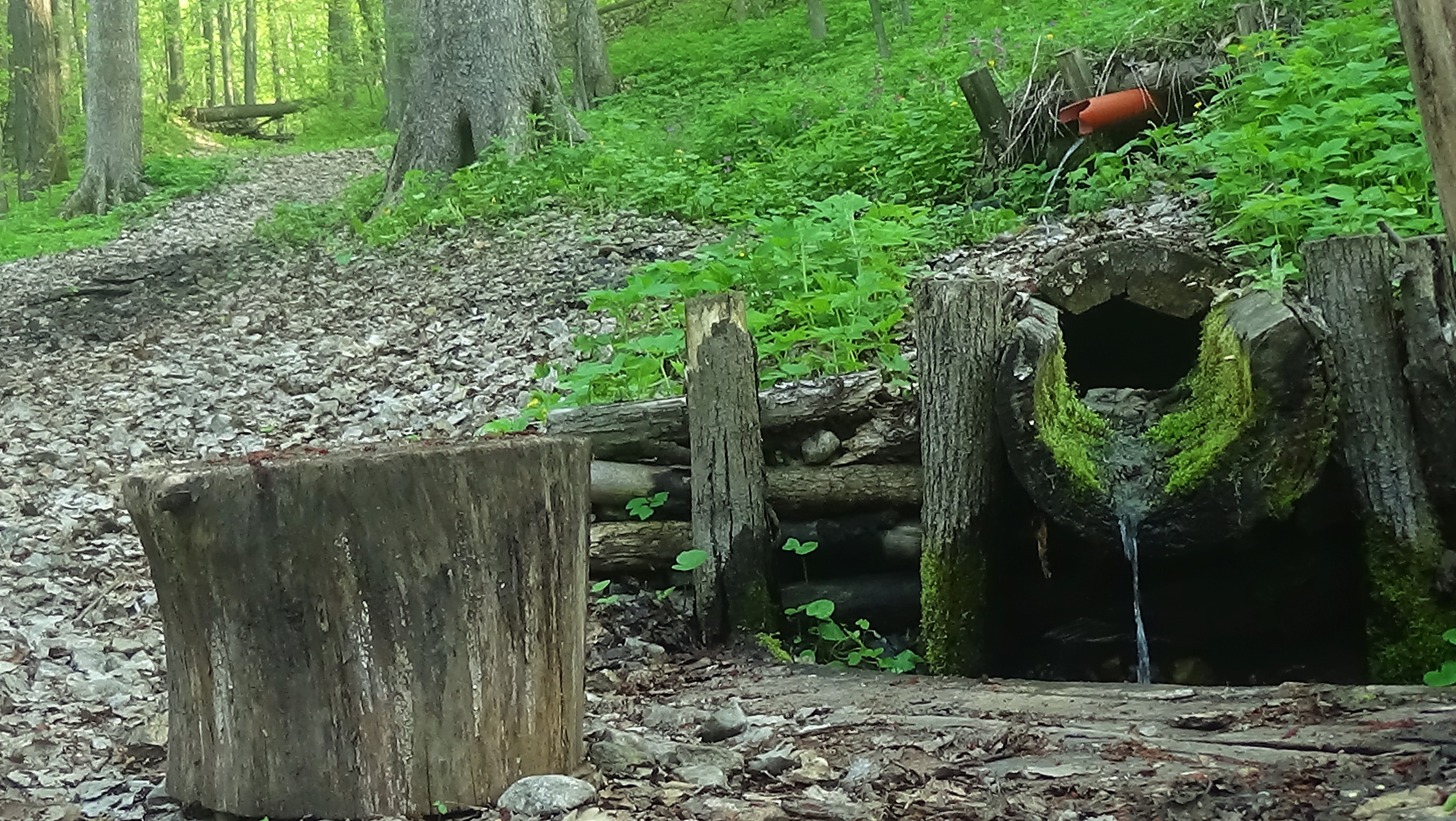
Поливенские родники (Лес у Вышкинской пристани). Святой источник Матроны Московской с купелью.
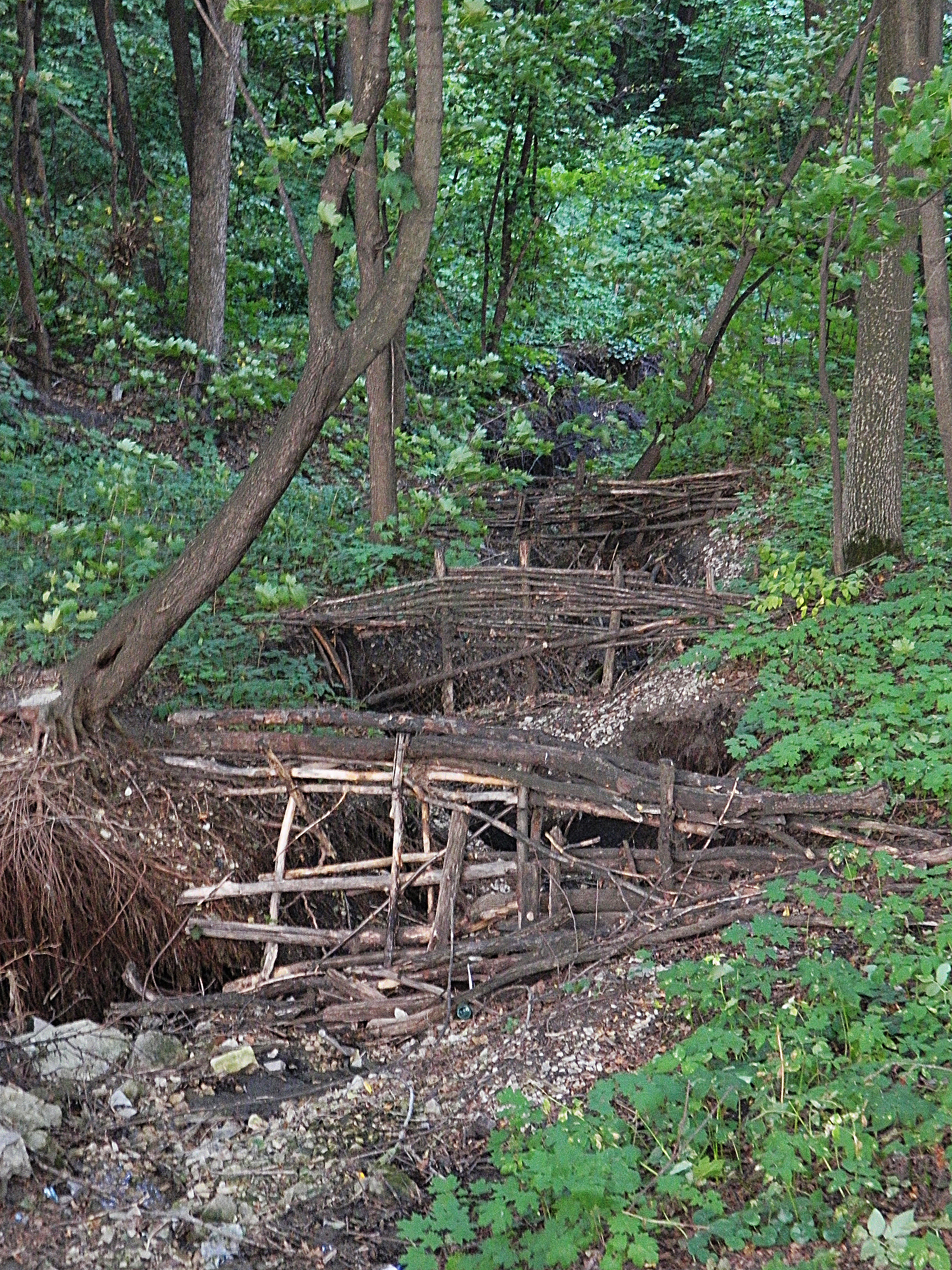
Родник в Ундорах.
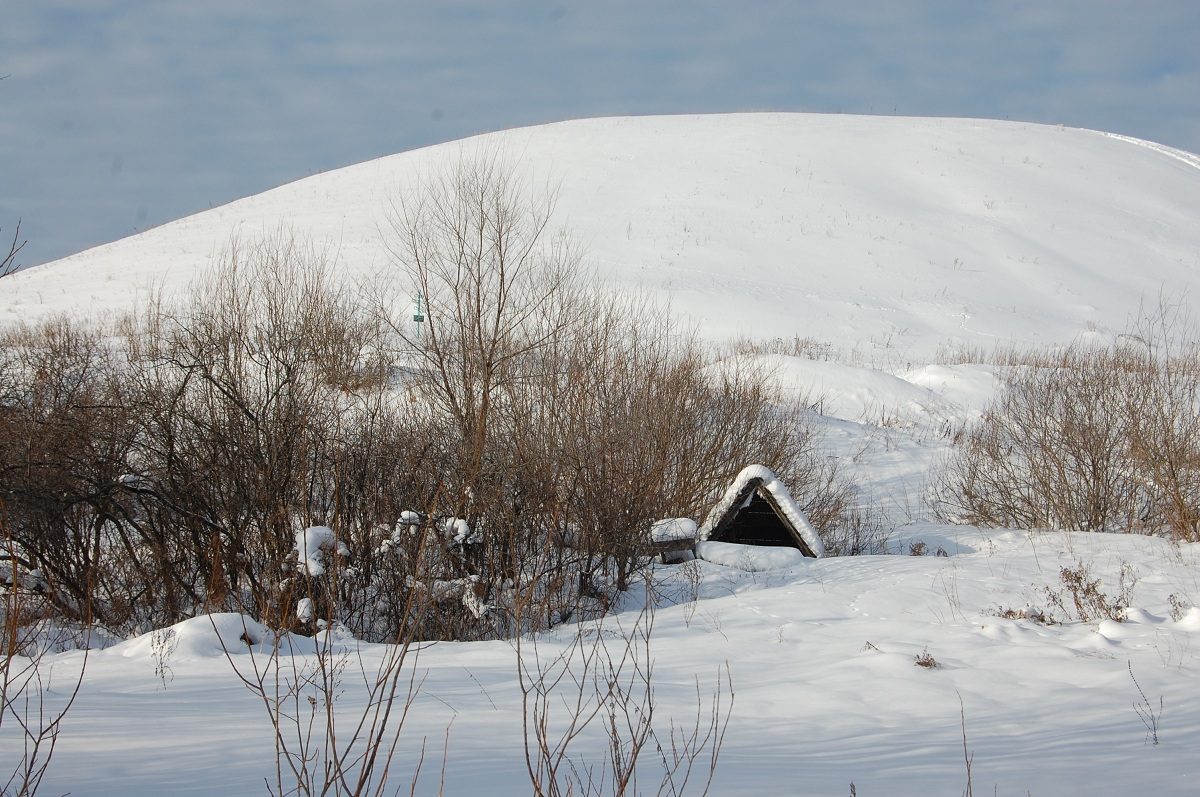
Потьминский родник.
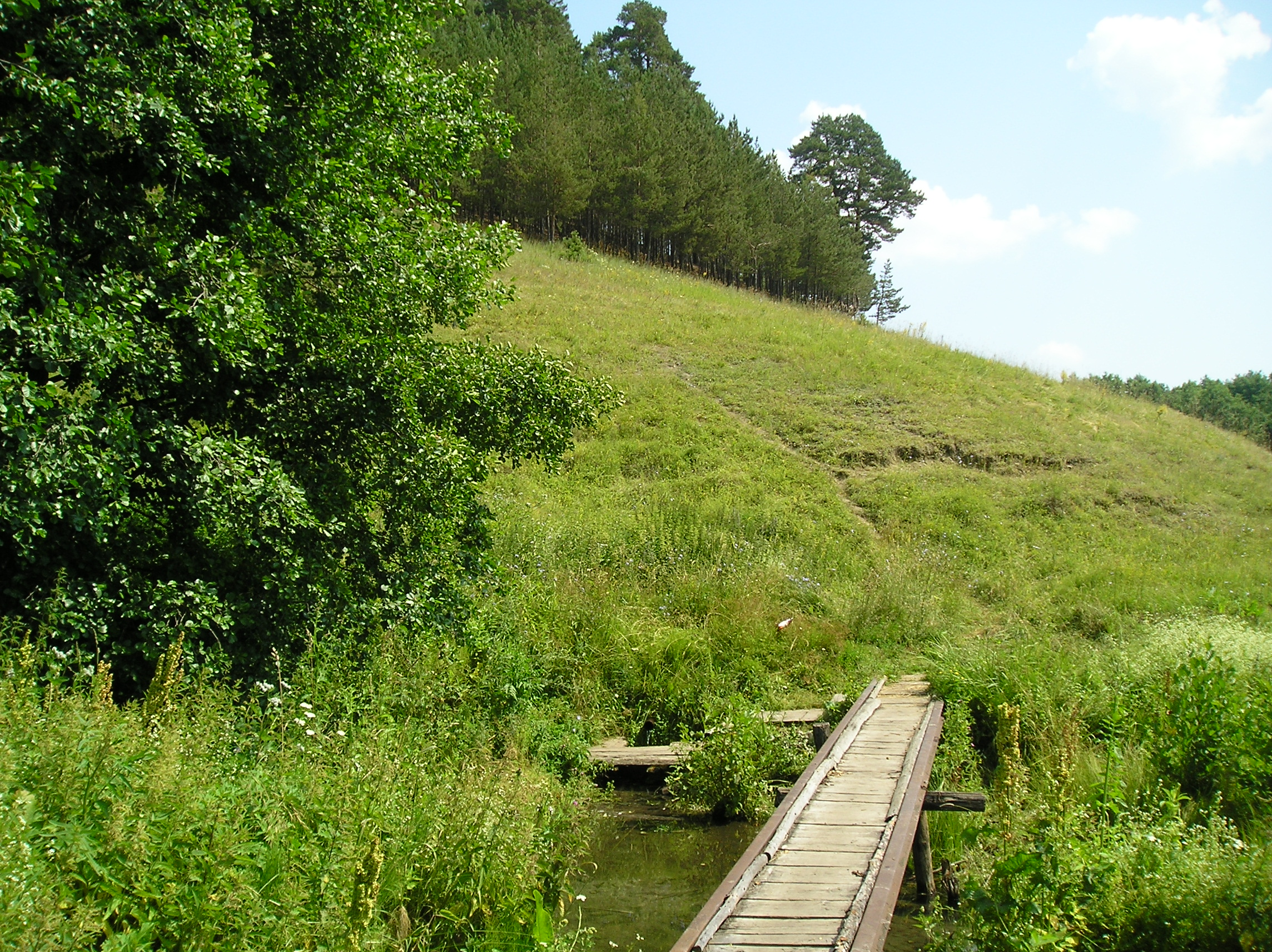
Родник в Теренгульском районе.